# Gusanosaurios
Gusanosaurios es una serie de sitcom peruana de 1985 para la cadena de televisión América.

## Sinopsis
Las disparatadas aventuras de una banda de rock peruano que se enfrentaban a un enemigo que odiaba el rock. La banda eran «Los Gusanosaurios», conformada por Hugo Salazar (Henry), Alberto Fragomén (Napo) y Ramón García (Groncho). Su enemigo era «Malulo El Malo» (interpretado por Ricardo Fernández), quien estaba acompañado por dos torpes secuaces.
Para dolor de cabeza de «Malulo», su hija era aliada de los Gusanosaurios y le encantaba el rock. Había invitados especiales a quien «Malulo» torturaba haciéndoles cosquillas con una pluma («Río como me río», su frase característica). La frase más recordada: cada vez que el líder del grupo resolvía un problema, «Groncho» decía «eres un capo, Napo».

## Elenco
| Hugo Salazar      | Henry          | Principal | Principal | Principal | Principal       |                 |                 |           |
| Ramón García      | Groncho        | Principal | Principal | Principal | Principal       |                 |                 |           |
| Alberto Fragomén  | Napo           | Principal | Principal | Principal | Principal       |                 |                 |           |
| Ricardo Fernández | Malulo el malo | Principal | Ausente   | Ausente   | Ausente         | Ausente         |                 |           |
| Danae Sacovertiz  | Valeria        | Ausente   | Principal | Principal | Principal       | Principal       |                 |           |
| Hugo Rivas        | secuaz         | Ausente   | Principal | Principal | Primer episodio | Primer episodio | Primer episodio |           |
| Aurora Aranda     | Susana Roca    | Principal | Principal | Principal | Principal       | Principal       | Principal       | Principal |

## Episodios
|  | 1 | 15 | 20 de septiembre de 1985 | 20 de diciembre de 1985 |                     |                      |
|  | 2 | 13 | 1986                     | 1986                    | 20 de abril de 1986 | 12 de junio de 1986  |
|  | 3 | 13 | 1987                     | 1987                    | 16 de mayo de 1987  | 24 de agosto de 1987 |